# フレデリック・エンゲルハード
フレデリック・エンゲルハード（Frederick William Engelhardt、 1879年5月14日 - 1942年7月25日）は、アメリカ合衆国の男子陸上競技選手である。彼は1904年に開催されたセントルイスオリンピックに参加して、三段跳で銀メダルを獲得した。

## 経歴
セントルイスオリンピックでは、走幅跳と三段跳はフランシス・フィールドを会場として同じ9月1日に開催された。エンゲルハードは両種目に出場し、三段跳 ではマイヤー・プリンスタインについで銀メダルを獲得し、走幅跳では4位に入賞している。